# Синалоански картел
Синалоанският картел (на испански: Cártel de Sinaloa) или Картел (от) Синалоа, също познат като Организация на Гусман Лоера, както и Кръвен съюз или Федерация, е престъпна организация в Мексико за трафик на наркотици (най-голямата в страната) и пране на пари.
Картелът е основан в късната част на 1980-те години и е базиран основно в град Кулиакан, щата Синалоа с дейност на територията на щатите Долна Калифорния, Дуранго, Сонора и Чиуауа. Федерацията се разпада частично, след като братята Белтран-Лейва се отделят от нея.
Според разузнавателните служби на САЩ картелът представлява най-мощната организация за трафик на наркотици в света. Той оперира в така наречения златен триъгълник между щатите Синалоа, Дуранго и Чиуауа. Регионът е основен производител на опиум и марихуана в Мексико.
Според главния прокурор на САЩ Уилям Бар картелът е отговорен за внасянето и дистрибуцията на почти 180 тона кокаин и големи количества хероин между 1990 и 2008 г. В САЩ е свързан основно с разпределението на кокаин, хероин, метамфетамини, марихуана и екстази. Картелът е също и основен доставчик на нелегален фентанил за Северна Америка.
Към 2017 г. картелът е най-активният наркокартел в трафика и разпространението на забранени вещества в САЩ. След ареста на Хоакин „Ел Чапо“ Гусман картелът се ръководи от Исмаел Замбада Гарсия (с прякор Ел Майо) и синовете на Гузман – Алфресо и Иван Салазар.

## Начало
Педро Авилес Перес е пионер на търговията с наркотици в щата Синалоа през 1960-те години. Той се смята за представител на първото поколение от големи трафиканти на марихуана, които впоследствие слагат началото на големия мексикански наркотрафик. Той също така е първият, използвал самолети за да внесе наркотици в САЩ.
Второто поколение от синалоански трафиканти като Рафаел Кинтеро, Ернесто Карило, Мигел Галардо и племенника на Авилес Перес, Хоакин „Ел Чапо“ Гусман твърдят, че са научили всичко за трафика докато са част от организацията на Авилес.
Мигел Анхел Феликс Галардо, който впоследствие основава Гуаделахарския картел е арестуван през 1989 и докато е в ареста остава един от водещите трафиканти в Мексико, поддържайки контакт с организацията си по телефона, докато не е преместен в друг затвор с максимална сигурност през 1990-те. По това време, племенниците му, братята Арелано Феликс се отделят и създават своя организация, която става позната като Тихуански картел, докато синалоанския продължава да бъде ръководен от бившите лейтенанти Хектор Луис Палма Салазар, Адриан Гомес Гонзалез и Хоакин Гузман Лоера.

## Лидерство
Синалоанският картел е познат първоначално като „Кръвният Съюз“. При ареста на Хектор Салазар на 23 юни, 1995 от мексиканската армия, партньора му Хоакин Гузман Лоера поема лидерството на картела. Гузман е заловен в Гватемала на 9 юни, 1993 и е екстрадиран в Мексико, където е поставен в затвор с максимална степен на сигурност, но на 19 януари 2001, Гузман успява да избяга и се връща на предишната си позиция в картела
Гузман има двама близки сътрудници, Исмаел Замбада Гарсия и Игнасио Коронел Вилереал. Гузман и Замбада става двамата най-големи наркотрафиканти в Мексико през 2003 след ареста на конкурента им Осиел Карденас. Друг близък сътрудник, Хавиер Торес Феликс е арестуван и екстрадиран в САЩ през декември, 2006 г. На 29 юли, 2010, Игнасио Коронел е убит в престрелка с мексиканските военни в Сапопан, Халиско.
Гузман е заловен през нощта на 22 февруари, 2014 при съвместна акция на мексиканските и американските сили на реда. На 11 юли, 2015 той успява да избяга от затвор с максимална степен на сигурност, чрез подземен тунел в килията си. Гузман е заловен отново на 8 януари, 2016 по време на обиск в дома му. След ареста на Хоакин Гузман Лоера, лидер на картела най-вероятно става Исмаел Замбада.

## Операции
Синалоанският картел оперира на територията на 17 от 31 мексикански щата. Основната му дейност е трафик и разпределение на колумбийски кокаин, мексиканска марихуана, метамфетамини и мексикански и южноазиатски хероин в САЩ.
Вярва се, че група наречена, Организация Херера транспортира пратки от тонове кокаин от Южна Америка до Гватемала от страна на синалоанския картел. Оттам пратките тръгват на север към Мексико, а впоследствие и САЩ. Вярва се, че други пратки кокаин тръгват от групи за наркотрафик от Кали и Меделин, а синалоанския картел се грижи за транспорта по американската граница.
Преди ареста си, Висенте Замбада Ниебла, син на Исмаел Замбада Гарсия играе важна роля в картела. Висенте Замбада е отговорен за координацията на доставките от кокаин, идващи от южноамериканските държави. За осъществяването на транзита, той използва всички възможни методи: товарен самолет Боинг 747, нарко подводници, кораби с контейнери, моторни лодки, риболовни кораби, автобуси, влакове, тракторни ремаркета и автомобили. Той е арестуван от мексиканската армия на 18 март, 2009 и е екстрадиран в Чикаго на 18 февруари, 2010 за да се изправи пред съда по обвинения в федерални престъпления. Съгласява да съдейства и сключва договор с властите на 8 ноември, 2018 г.